# Siianasu
Siianasu ist eine unbewohnte Insel, 220 Meter von der größten estnischen Insel Saaremaa entfernt. Die Insel liegt in der Landgemeinde Saaremaa im Kreis Saare. Sie liegt in der Bucht Kõiguste laht im Kahtla-Kübassaare hoiuala.
Siianasu ist 60 Meter lang und 30 Meter breit.